# Liste der Nummer-eins-Hits in den Cash Box Charts (1958)
Diese Liste enthält alle Nummer-eins-Hits in den amerikanischen Cash Box Charts im Jahr 1958. Es gab in diesem Jahr 20 Nummer-eins-Singles.
| Singles |
| --- |
| - Bill Justis, Ernie Freeman – Raunchy - 2 Wochen (21. Dezember 1957 – 3. Januar 1958) - Danny & the Juniors – At the Hop - 5 Wochen (4. Januar – 7. Februar) - The Diamonds – The Stroll - 2 Wochen (8. Februar – 21. Februar) - The Silhouettes – Get a Job - 1 Woche (22. Februar – 28. Februar, insgesamt 2 Wochen) - Elvis Presley – Don't - 1 Woche (1. März – 7. März) - The Silhouettes – Get a Job - 1 Woche (8. März – 14. März, insgesamt 2 Wochen) - The Champs – Tequila - 5 Wochen (15. März – 18. April) - Laurie London – He's Got The Whole World (In His Hands) - 2 Wochen (19. April – 2. Mai) - The Platters – Twilight Time - 1 Woche (3. Mai – 9. Mai) - David Seville – Witch Doctor - 1 Woche (10. Mai – 16. Mai) - The Everly Brothers – All I Have to Do Is Dream - 4 Wochen (17. Mai – 13. Juni) - Sheb Wooley – The Purple People Eater - 4 Wochen (14. Juni – 18. Juli) - The Coasters – Yakety Yak - 1 Woche (19. Juli – 24. Juli) - Pérez Prado & Orchestra – Patricia - 4 Wochen (25. Juli – 22. August) - Domenico Modugno, Dean Martin – Nel blu dipinto di blu - 6 Wochen (23. August – 3. Oktober) - Tommy Edwards – It’s All in the Game - 5 Wochen (4. Oktober – 7. November) - Cozy Cole – Topsy Part 2 - 1 Woche (8. November – 14. November) - Conway Twitty – It's Only Make Believe - 1 Woche (15. November – 21. November) - The Kingston Trio – Tom Dooley - 3 Wochen (22. November – 12. Dezember) - The Teddy Bears – To Know Him Is to Love Him - 1 Woche (13. Dezember – 19. Dezember) - The Chipmunks with David Seville – To Know Him Is to Love Him - 4 Wochen (20. Dezember 1958 – 16. Januar 1959) |